# Death of the West
Death of The West – trzeci album fińskiego zespołu heavymetalowego Babylon Whores, wydany w maju 2002 roku przez wytwórnię Spinefarm Records. Nagranie przeprowadzono zimą 2001/2002 w Hellhole Studio.

## Twórcy
- Pete Liha — perkusja i instrumenty perkusyjne
- Antti Litmanen — gitara
- Daniel Stuka — gitara basowa
- Ike Vil — śpiew i instrumenty klawiszowe

### Gościnnie
- Paul Cairo — śpiew (utwory 1, 6)
- Jasse Hybrid — śpiew (utwory 1, 6)
- Taneli Jarva — śpiew (utwory 1, 7)
- Antti Lindell — gitara akustyczna i tremolo (utwory 2, 3)
- Maniac — śpiew (utwory 2, 6)
- Anna Pienimäki — śpiew (utwór 7)

## Lista utworów
1. "Life Fades Away" (Vil) – 4:23
2. "Hell Abloom" (Litmanen, Vil) – 5:41
3. "Mother of Serpents" (Vil) – 7:24
4. "Lucibel (The Good Spirits of Europe)" (Litmanen, Vil) – 5:36
5. "Dating With Witchcraft" (Vil) – 4:29
6. "Death in Prague" (Vil) – 6:24
7. "A Pale Horse Against Time" (Litmanen, Vil) – 6:37
8. "Eveningland" (Vil) – 4:06